# Borowiec (Kolonia)
Borowiec (kaszb. Bòrowc) – część wsi Kolonia w Polsce, położona w województwie pomorskim, w powiecie kartuskim, w gminie Kartuzy, na Pojezierzu Kaszubskim. Wchodzi w skład sołectwa Kolonia.
W latach 1975–1998 Borowiec administracyjnie należał do województwa gdańskiego.